# Залютине
Залю́тине — місцевість Харкова. Розташована на захід від місцевості Холодна гора та межує на заході з Харківською окружною дорогою, на півдні — залізничною лінією Харків — Куряж та автошляхом міжнародного значення М03, на сході — Залютинським яром, на півночі — вулиця Лагерна.

## Історія
Назва Залютине згадується ще у XVII столітті, зокрема у грамоті Харківському полковнику 1688 року описаний млин на колодязі на Залютині.
У XVIII столітті існував хутір Залютин, згадуваний, зокрема, у переписі Харківського полку 1732 року. Хутір знаходився на правому березі річки Залютиної, та належав представникам роду Квіток.
Річка Залютина (також — Залютинка, струмок Залютин яр) протікала у Залютинському яру і була лівобережним притоком річки Уди.
За пізнішою версією, район отримав назву від кам'яної будівлі трактиру «Залютине», що у XIX ст. знаходився на півдорозі між Харковом та Куряжем.
«Залютин» згадується у п'єсі Григорія Квітки-Основ'яненка Сватання на Гончарівці (1835 р.).
У XIX столітті у хуторі Залютине мешкав відомий кобзар Петро Древченко.
У 1927—1930 роках була побудована залізнична  станція Залютине.
У 1931 році на базі шкіряних майстерень створена целюлоїдна фабрика Республіканського тресту пластмасової та галантерейної промисловості (з 1947 року — завод «ХАРПЛАСТМАС»).
У 1930—1940-х роках на Залютинському цвинтарі було поховано репресованих священнослужителів, в тому числі — священномученика Олександра, архієпископа Харківського.
Про військові дії на території району у роки Другої світової війни згадується у книзі генерал-лейтенанта Василя Петрова «Минуле з нами», книзі Миколи Гладкова «На огненых рубежах», збірнику «В боях за Харьковщину», Володимира Мелиникова «Харьков в огне сражений», матеріалі «Третье Сражение за Харьков».
У жовтні 1947 року на базі Центральних електромеханічних майстерень управління «Военэлектромонтаж-51» було утворено Харківський завод електромонтажних виробів № 1.
У Відомостях Верховної Ради УРСР у 1947 році згадується хутір Залютин Яр, який входив до складу Харківсько-Червонобаварської виборчої округи.
У XX столітті в ході розбудови Харкова у районі Холодної гори, Залютине було включено до складу міста.
У 1978 році у Залютинському ярі було відкрито парк «Юність».
У 2003 році було освячено місце під будівництво храму Софії Премудрості Божої. У 2008 році у тимчасовій будівлі почали проводитися богослужіння. 21 серпня 2012 року храм Софії Премудрості Божої освячено.

## Підприємства, установи, заклади, організації

### Підприємства
- ТОВ ВК «ПОЛІМЕРТЕХГРУП» (колишній завод «ХАРПЛАСТМАС»)
- Харківський завод електромонтажних виробів № 1
- Харківський механічний завод

### Наукові заклади
- Харківський НДІ судових експертиз імені заслуженого професора М. С. Бокаріуса

### Навчальні заклади
- Дошкільний навчальний заклад № 9
- Дошкільний навчальний заклад № 255 комбінованого типу
- Дошкільний навчальний заклад (ясла-садок) № 320
- Дошкільний навчальний заклад (ясла-садок) № 414
- Дошкільний навчальний заклад № 425 комбінованого типу
- Харківська гімназія № 86
- Харківська спеціалізована школа I—III ступенів № 87
- Харківський медичний коледж

### Заклади культури та парки
- Центральна бібліотека імені Г. Ф. Квітки-Основ'яненка
- Парк «Юність»

### Медичні заклади
- Харківська міська станція екстреної медичної допомоги, Центр екстреної медичної допомоги та медицини катастроф № 8
- Харківська клінічна лікарня на залізничному транспорті № 2

### Ветеринарні заклади
- Державна дільнична ветеринарна лікарня Холодногірського та Новобаварського районів

### Заклади соціального захисту
- Харківський геріатричний пансіонат ветеранів праці

### Релігійні організації
- Храм Святої Софії Премудрості Божої
- Храм на честь ікони Божої Матері «Всіх скорботних Радість» (при геріатричному пансіонаті ветеранів праці)

### Поштові відділення
- Поштове відділення № 177
- Відділення «Нової пошти» № 48

### Цвинтар
- Цвинтар № 6

## Транспорт
- Трамвайний маршрут № 3
- Автобусні маршрути
- Залізнична станція Залютине.

У перспективі — побудова станції метрополітену Залютине.